# Madog ap Gruffydd
Madog ap Gruffydd Maelor  († 1236) est un roi du nord du Powys, nommé  d'après lui Powys Fadog, pendant 45 ans  de 1191 à 1236

## Origine
Après la mort de son père Gruffydd ap Madog I Maelor, le nord du Powys est divisé entre Madog, qui reçoit Ial et Cynnlait, et son frère Owain ap Gruffydd, qui reçoit le Nanheudwy. La disparition de ce dernier en 1197 permet à Madog de réunifier le Powys septentrional que l'on nomme désormais « Powys Fadog » du fait d'une déclinaison de son nom.

## Règne
Madog ap Gruffydd est initialement un allié de son voisin, le roi Llywelyn ap Iorweth mais il s'éloigne de lui à mesure que la puissance de ce dernier s'accroît.
Avec les Anglo-normands Madog maintient, notamment lors de la prise du pouvoir par le roi Jean sans Terre, les bonnes relations qui avaient été établies avec la Couronne par son grand-père et son père. Les problèmes domestiques rencontrés par le roi Jean d'Angleterre à partir de 1215 poussent Madog à s'éloigner de lui et à se rapprocher de Llywelyn le Grand et, lors de la signature du traité de Worcester en 1218, il est amené à reconnaître avec les autres princes gallois la suprématie de Llewelyn comme prince de Galles ,

## Fondation de l'abbaye de Valle Crucis
Madog est aussi un fidèle de l'Église et le 28 janvier 1201 il fonde une abbaye cistercienne à Llangollen dans la vallée de la Croix (Valle Crucis) pour des moines de l'abbaye voisine de  Strata Marcella. C'est dans ce sanctuaire qu'il est inhumé lors de sa mort en 1236 Toutefois l'endroit exact de sa sépulture est inconnu

## Union et Postérité
Madog ap Gruffydd épouse Esyllt (Isolda) et laisse cinq fils et une fille  : 
- Gruffydd Maelor II, Gruffydd Iâl († en 1238)  qui succède à son père,
- Gruffudd Iâl, mort 1238
- Maredudd († 1256), Hywel († peut-être en 1268) et
- Hywel, mort 1268.
- Madog Fychan († 1269) ainsi qu'une fille
- Angharad [3].

| Précédé par : Gruffyd Maelor Ier | Prince de Powys du Nord | Suivi par : Gruffydd Maelor II |

## Sources
- Mike Ashley « Tableau généalogique 18. Wales (5) Medival Powys » et « Madog & Owain  ap Gruffyd Maelor » in The Mammoth Book of British Kings & Queens, éd. Robinson, Londres, 1998,  (ISBN 1841190969), pp. 370-371 et 366.